# Tved Boldklub
Tved Boldklub er en fodboldklub i Svendborgs nordlige bydel, Tved. Tved Boldklub blev startet i 1938. I starten blev spillerne nødt til at klæde om i buskene før en kamp, da de var en klub uden faciliteter. Tved Boldklub har et stadion, som hedder Tved Stadion, og der er plads til ca. 1000 tilskuere. Tved Boldklub spiller i Serie 1.